# Peștera Măglei
Peștera lui Măglei se află în Munții Rodnei, la nord de peștera Izvorul Tăușoarelor, pe versantul drept al pârâului Izvorului lui Măglei.